# Heuberg (Westerheim)
Heuberg ist ein Ortsteil der Gemeinde Westerheim im Alb-Donau-Kreis in Baden-Württemberg. Der Weiler wurde um 1800 errichtet. Er liegt circa zwei Kilometer südwestlich von Westerheim.